# Evelin Götzen
Evelin Götzen (* 8. Dezember 1963 in Rheinhausen, Kreis Moers) ist eine ehemalige deutsche Fußballspielerin.

## Karriere
Götzen gehörte dem FC Rumeln-Kaldenhausen als Stürmerin an, für den sie von 1990 – zunächst als Liganeuling – bis 1993 in der Regionalliga West Punktspiele bestritten hatte. In der zweiten Saison belegte ihr Verein den zweiten Platz und war als Teilnehmer an der Aufstiegsrunde zur Bundesliga 1992/93 berechtigt. In der Aufstiegsrunde wurde das Ziel als Drittplatzierter jedoch verpasst, da die Begegnung beim STV Lövenich mit 3:5 verloren wurde – ein Remis hätte ausgereicht.
Die Saison 1992/93 endete mit der regionalen Meisterschaft, der sich die Aufstiegsrunde zur Bundesliga 1993/94 anschloss und in der mit Platz zwei in der Gruppe Nord der Aufstieg ermöglicht wurde. Die erste Bundesligasaison war für sie zugleich auch die letzte in ihrer Spielerkarriere; sie kam in 17 von 18 Punktspielen in der Gruppe Nord der seinerzeit zweigleisigen Bundesliga zum Einsatz und erzielte am 15. August 1993 (1. Spieltag) bei der 1:2-Niederlage gegen den KBC Duisburg mit dem Treffer zum 1:1 das erste Bundesligator ihrer Mannschaft; als Achtplatzierter konnte die Spielklasse gehalten werden.
Nach ihrer Spielerkarriere trainierte sie von 1995 bis 2000 die zweite Mannschaft des FC Rumeln-Kaldenhausen.

## Erfolge
- Meister Regionalliga West 1993 und Aufstieg in die Bundesliga